# Chapelle Notre-Dame de Hirel
La chapelle Notre-Dame de Hirel se trouve sur la commune de Ruca dans le département français des Côtes-d'Armor. Elle fut construite au XVIe siècle par les Boisriou, seigneurs du Bois Gerbault à Ruca. La première étape de sa construction fut achevée en 1548.
Elle est inscrite monument historique depuis 1953, ainsi que la croix qui est à côté d'elle.

## La légende

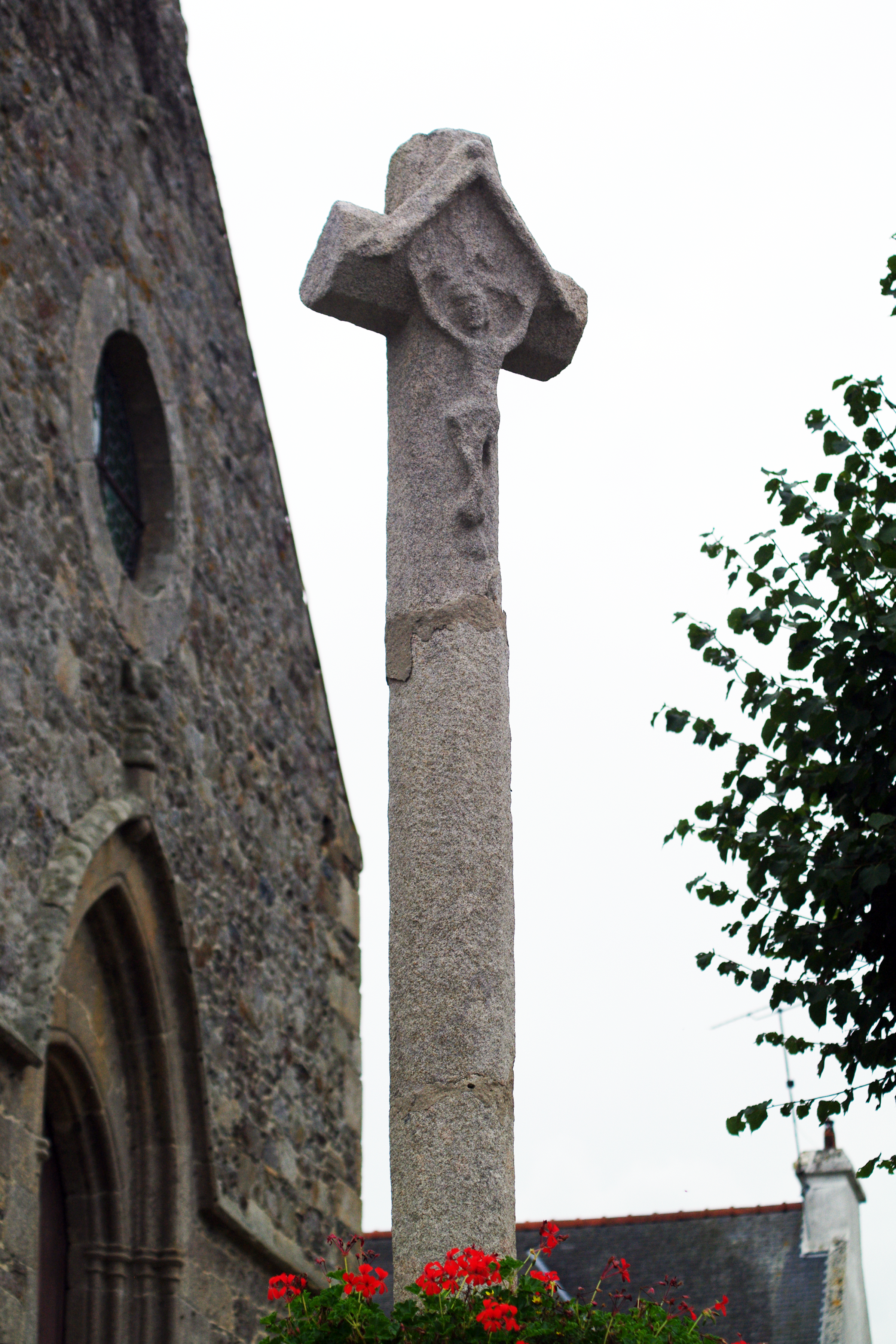
La croix est elle aussi monument historique.

L'origine de la construction de cette chapelle est reliée à une légende locale. On raconte qu'à la fin du XVe siècle, une bergère pieuse qui gardait ses moutons dans un champ nommé Hirel trouva une statuette de la Vierge. Elle la ramena chez elle mais le lendemain elle était revenue à l'endroit où on l'avait trouvée. On en déduisit qu'elle voulait être célébrée en ce lieu. Pour cela on construisit une chapelle. À l'extérieur de la chapelle, on peut voir une niche dans laquelle est emprisonnée une petite statuette en bois de la Vierge.

## Le pardon
Un pardon était organisé chaque 15 août en l'honneur de Notre-Dame de Hirel.

## La croix
À côté de la chapelle se trouve une croix datant du XVIe siècle. Cette croix possède un Christ abrité sous auvent. Elle domine la D16 afin d'être visible des pèlerins et lors de la procession du pardon du 15 août.

## Vues

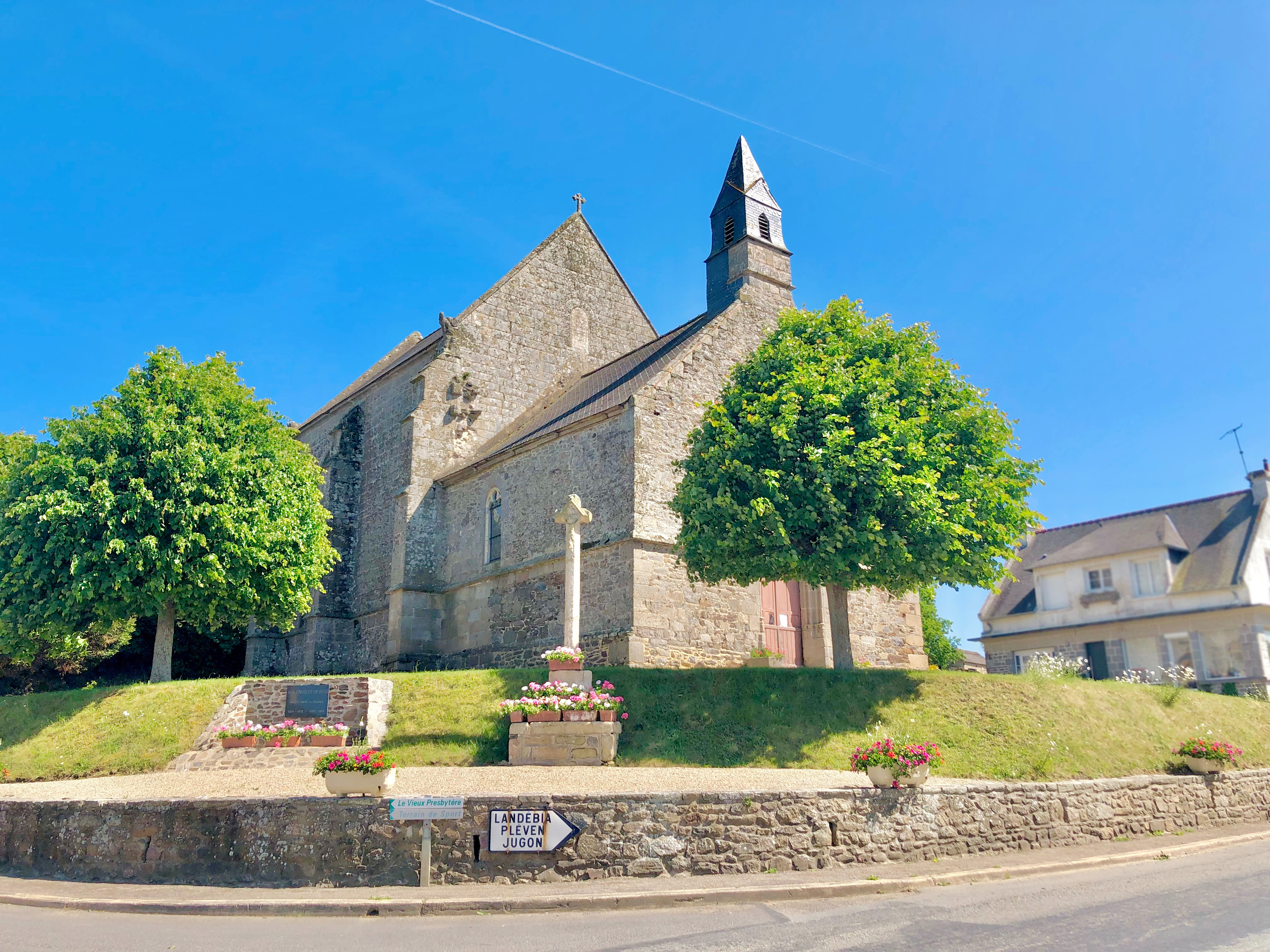
Face nord-ouest de la chapelle, le 28 mai 2025.
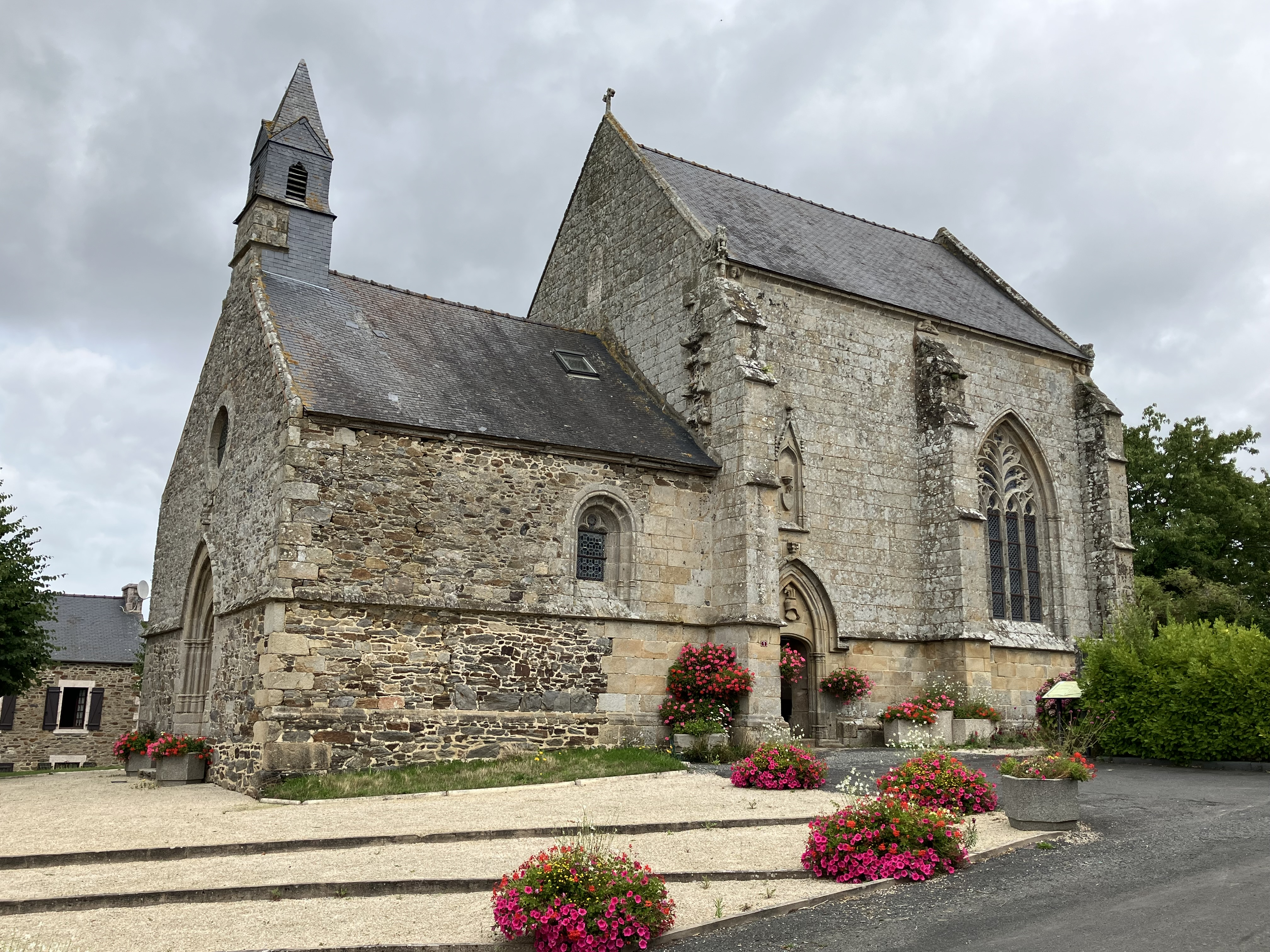
Face sud de la chapelle avec l’entrée seigneuriale latérale, le 31 juillet 2025.